# Roodoorpapegaai
De roodoorpapegaai (Pyrilia haematotis; synoniem: Pionopsitta haematotis) is een vogel uit de familie Psittacidae (papegaaien van Afrika en de Nieuwe Wereld).

## Verspreiding en leefgebied
Deze soort komt voor van zuidoostelijk Mexico tot noordwestelijk Colombia en telt twee ondersoorten:
- P. h. haematotis: van zuidoostelijk Mexico tot westelijk Panama.
- P. h. coccinicollaris: oostelijk Panama en noordwestelijk Colombia.

## Status
De grootte van de populatie is in 2020 geschat op 50.000-500.000 volwassen vogels. Op de Rode lijst van de IUCN heeft deze soort de status niet bedreigd.